# Dewey Beach
Dewey Beach – miasto w Stanach Zjednoczonych, w stanie Delaware, w hrabstwie Sussex.